# Dariga Shakimova
Dariga Shakimova est une boxeuse kazakhe née le 20 novembre 1988.

## Carrière
Sa carrière de boxeuse amateur est principalement marquée par une médaille de bronze remportée aux Jeux olympiques de Rio en 2016 dans la catégorie poids moyens.

## Palmarès

### Jeux olympiques
- Médaille de bronze en -75 kg en 2016 à Rio de Janeiro, Brésil[1]